# Porfirio G. González
General Porfirio González González, también conocido como Porfirio G. González (China, Nuevo León; 10 de agosto de 1885 - Ciudad de México, Distrito Federal; 28 de mayo de 1928) fue un militar que participó en la Revolución Mexicana. Llegó a ser gobernador del Estado de Nuevo León en 2 ocasiones.

## Biografía
Nació en el poblado de China, Nuevo León, el 10 de agosto de 1885, siendo hijo de Máximo González y de Dolores González. Desde muy joven se dedicó a la agricultura y a la ganadería.
El 9 de febrero de 1913 se incorporó a la Revolución Constitucionalista y, bajo las órdenes de Lucio Blanco, participó en diversas acciones de armas en los estados de Nuevo León y Tamaulipas. ese mismo año ascendió a coronel y en 1914 pasó a formar parte de las fuerzas de Álvaro Obregón, bajo las órdenes de Cesáreo Castro, con quien hizo las campañas de Veracruz y Puebla. Para el 14 de diciembre ya ostentaba el rango de general brigadier. Durante el primer semestre de 1915 participó en las batallas de Trinidad y Celaya y, el 29 de junio, le fue conferido el grado de general de brigada.
En 1917 le fue instruido un proceso militar, acusado de desobedecer órdenes y de abuso de autoridad; sin embargo cuatro años más tarde fue declarado inocente. En 1919 fue sometido a otro juicio bajo el cargo de pillaje y se le remitió a la prisión de Tlatelolco.
A finales de abril de 1920 estalló la rebelión de Agua Prieta en contra de Carranza; entonces Porfirio G. González, al mando de un centenar de hombres, ocupó la ciudad de Monterrey. El general José E. Santos, a la sazón gobernador del Estado había abandonado la plaza; bajo estas circunstancias, el 13 de mayo González se hizo cargo de la gubernatura de la entidad, lo que le fue reconocido por la Cámara de Senadores. Permaneció en el gobierno hasta el 5 de febrero de 1921, fecha en que entregó el mando a Juan M. García.
Entre 1921 y 1923 estuvo a "disposición de la presidencia de la República", y organizó el cuerpo de rurales de Nuevo León para apoyar al gobierno federal.
En las elecciones para gobernador, celebradas en 1923, Porfirio G. González contendió contra el industrial Aarón Sáenz; sin embargo, el tribunal de Justicia descalificó a ambos y en su lugar designó gobernador interino a Anastasio Treviño Martínez. Para que este pudiera tomar posesión el 4 de octubre, fue preciso desalojar a Alfredo Pérez, quien se autoproclamaba triunfador en las elecciones.
El general González alegaba por su parte del triunfo, así que instaló su propia Cámara de Diputados en el hotel Bridge; finalmente obtuvo el reconocimiento como gobernador, y el 25 de diciembre de 1923 recibió el cargo de manos de Anastasio Treviño Martínez.
Durante su administración se expidió el decreto que erigió en ciudad al poblado de Villaldama. Porfirio G. González gobernó hasta el 16 de octubre de 1925, cuando se vio precisado a dejar el cargo por su incapacidad para conciliar a grupos políticos en pugna.
Retirado a la vida privada, en octubre de 1927 fue aprehendido con motivo del levantamiento de Almada. No obstante, todavía figuró en el Estado Mayor Presidencial. Murió en la Ciudad de México el 28 de mayo de 1928. Fue sepultado en el Panteón Civil de Dolores.